# 上饶专区 (1949年)
上饶专区，中华人民共和国江西省已撤销的专区，在今江西省东北部。1949年置，专员公署驻上饶县（今上饶市信州区）。辖上饶、弋阳、横峰、铅山、余江、广丰、玉山、东乡、贵溪9县。

## 历史
1949年9月6日设立上饶专署，驻上饶，辖上饶、玉山、弋阳、横峰、铅山、广丰、东乡、余江、贵溪9县。
1950年11月23日批准，由上饶县县城广平镇及附近地区为其行政区域析置县级上饶市，实际上县级上饶市在1949年5月14日就以成立。
1952年10月8日批准，浮梁专区和上饶专区合并为鹰潭专区。

## 行政区划
1951年时辖1市9县。
- 县级市：上饶市
- 县：上饶县（上饶市）、弋阳县（弋江镇）、横峰县（岑阳镇）、广丰县（永丰镇）、铅山县（河口镇）、余江县（锦江镇）、贵溪县（雄石镇）、玉山县（城关镇）、东乡县（孝岗镇）